# Saint-Constant (Quebec)
Saint-Constant es una ciudad de la provincia de Quebec, Canadá. Es una de las ciudades que conforman la Comunidad metropolitana de Montreal y se encuentra en el municipio regional de condado de Roussillon y a su vez, en la región de Vallée-du-Haut-Saint-Laurent en Montérégie. Hace parte de las circunscripciones electorales de La Prairie a nivel provincial y de Châteauguay−Saint-Constant a nivel federal.

## Geografía
Saint-Constant se encuentra ubicada en las coordenadas 45°22′00″N 73°34′00″O / 45.36667, -73.56667. Según Statistique Canada, tiene una superficie total de 56,83 km² y es una de las 1135 municipalidades en las que está dividido administrativamente el territorio de la provincia de Quebec.

## Demografía
Según el censo de 2011, había 24 980 personas residiendo en esta ciudad con una densidad poblacional de 439,5 hab./km². Los datos del censo mostraron que de las 23 957 personas censadas en 2006, en 2011 hubo un aumento poblacional de 1023 habitantes (4,3%). El número total de inmuebles particulares resultó de 9109 con una densidad de 160,28 inmuebles por km². El número total de viviendas particulares que se encontraban ocupadas por residentes habituales fue de 8905.